# Fišerka
Fišerka (Kodymka, Termanka) je bývalá usedlost v Praze 6-Dejvicích, která stojí v ulici Na Fišerce u restaurace Na staré faře. Jsou po ní pojmenované ulice Na Fišerce a Na Kodymce.

## Historie
V polovině 16. století vlastnili čtyři zdejší vinice Jíra zvoník, Jíra Zlatý, Jan Šiška a Matěj vetešník. Dvě první jmenované byly sloučeny roku 1550, všechny poté koupil roku 1607 malostranský měšťan Hanuš Šmíd a sloučil je v jeden vinohrad; v té době zde ještě nebyl lis.
Roku 1648 vinici koupil primátor Nového Města Pavel Daniel Termanus, po něm ji koncem 17. století vlastnil břevnovský klášter, poté od roku 1715 benediktinský klášter u svatého Mikuláše na Starém Městě.
Benediktinský opat prodal vinohrad roku 1720 písaři při vojenské zbrojnici a staroměstskému měšťanovi Janu Ondřeji Fišerovi, po kterém získala jméno. Fišer dal na vinici postavit patrové obytné stavení na obdélném půdorysu. Poté se majitelé vinice s usedlostí střídali a pozemek se zvětšoval, například jeden z vlastníků přikoupil samostatné pole Pekařky od sousední Kotlářky. Od roku 1857 vlastnil usedlost a část vinice lékař a spisovatel Filip Stanislav Kodym, po jeho smrti ji získali dědicové.
Po roce 1945 v ní sídlil Keramoprojekt a sloužila pro schůze uličního výboru. Po roce 1989 se v restituci vrátila do rodiny Kodymů.

## Popis
Patrová stavba na čtvercovém půdorysu byla několikrát stavebně upravována. K jejímu jádru přiléhala na východní straně přízemní stavba. Zachováno zůstalo kamenné ostění vstupu do budovy. Do zbytku rozsáhlé zahrady patří alej jehličnatých stromů v ulici Na Kodymce.